# Сальківська селищна рада
Сальківська се́лищна ра́да — адміністративно-територіальна одиниця та орган місцевого самоврядування в Гайворонському районі Кіровоградської області. Адміністративний центр — селище міського типу Салькове.

## Загальні відомості
- Населення ради: 2010 осіб (станом на 2001 рік)

## Населені пункти
Селищній раді підпорядковані населені пункти:
- смт Салькове

## Склад ради
Рада складається з 16 депутатів та голови.
- Голова ради: Чоповий Микола Вікторович
- Секретар ради: Москальчук Тетяна Іванівна

### Керівний склад попередніх скликань
| Прізвище, ім'я, по батькові  | Основні відомості                                                        | Дата обрання | Дата звільнення |
| ---------------------------- | ------------------------------------------------------------------------ | ------------ | --------------- |
| Павленко Валерій Георгійович | Селищний голова, 1947 року народження, безпартійний                      | 26.03.2006   | 30.04.2009      |
| Чоповий Микола Вікторович    | Селищний голова, 1959 року народження, освіта вища, член Партії регіонів | 31.10.2010   |                 |

Примітка: таблиця складена за даними сайту Верховної Ради України

### Депутати
За результатами місцевих виборів 2010 року депутатами ради стали:

#### За суб'єктами висування
| Суб'єкт висування           | Кількість обраних депутатів | %    |
| --------------------------- | --------------------------- | ---- |
| Партія регіонів             | 12                          | 75   |
| Народна партія              | 2                           | 12,5 |
| Комуністична партія України | 1                           | 6,3  |
| Самовисування               | 1                           | 6,3  |

#### За округами
| № округу                    | Прізвище, ім'я, по батькові     | Дата визнання обраним | Освіта             | Партійна приналежність | Відомості про обраного депутата                       |
| --------------------------- | ------------------------------- | --------------------- | ------------------ | ---------------------- | ----------------------------------------------------- |
| Комуністична партія України |                                 |                       |                    |                        |                                                       |
| 13                          | Барабанчук Олександр Григорович | 02.11.2010            | середня спеціальна | позапартійний          | ТОВ «Сальківська зоря»                                |
| Народна Партія              |                                 |                       |                    |                        |                                                       |
| 14                          | Грабовська Зоя Семенівна        | 02.11.2010            | середня спеціальна | позапартійна           | ТОВ «Гросан», бармен                                  |
| 15                          | Пипенко Іван Борисович          | 02.11.2010            | середня            | член Народної партії   | Сальківська лікарська амбулаторія, водій              |
| Партія регіонів             |                                 |                       |                    |                        |                                                       |
| 1                           | Літинський Юрій Васильович      | 02.11.2010            | середня спеціальна | член Партії регіонів   | Сальківська лікарська амбулаторія, фельдшер           |
| 2                           | Каракоша Валерій Іванович       | 02.11.2010            | вища               | член Партії регіонів   | ТОВ «Чарнокіт», інженер                               |
| 3                           | Маєвська Наталія Андріївна      | 02.11.2010            | вища               | член Партії регіонів   | Сальківська загальноосвітня школа, вчитель            |
| 4                           | Кирнична Неоніла Іванівна       | 02.11.2010            | середня спеціальна | член Партії регіонів   | Сальківська лікарська амбулаторія, фельдшер           |
| 5                           | Ганзюк Алла Аркадіївна          | 02.11.2010            | середня спеціальна | член Партії регіонів   | Сальківський дошкільний навчальний заклад, вихователь |
| 6                           | Подолян Оксана Миколаївна       | 02.11.2010            | середня спеціальна | член Партії регіонів   | Сальківський ССЦ ССДМ, директор                       |
| 7                           | Посуховський Володимир Якович   | 02.11.2010            | вища               | позапартійний          | Сальківська загальноосвітня школа, вчитель            |
| 8                           | Москальчук Тетяна Іванівна      | 02.11.2010            | середня спеціальна | член Партії регіонів   | Сальківська селищна рада, секретар                    |
| 9                           | Кобиляцький Андрій Іванович     | 02.11.2010            | середня            | член Партії регіонів   | Сальківське житлово-комунальне підприємство, слюсар   |
| 10                          | Кліщевський Леонід Миколайович  | 02.11.2010            | середня            | член Партії регіонів   | пенсіонер                                             |
| 11                          | Баранюк Володимир Григорович    | 02.11.2010            | вища               | член Партії регіонів   | Сальківська загальноосвітня школа, директор           |
| 12                          | Дичко Валентина Павлівна        | 02.11.2010            | середня спеціальна | член Партії регіонів   | Сальківське житлово-комунальне підприємство, диреткор |
| Самовисування               |                                 |                       |                    |                        |                                                       |
| 16                          | Оприск Ігор Олексійович         | 02.11.2010            | середня спеціальна | позапартійний          |                                                       |